# Coupe Volpi
Pour les articles homonymes, voir Volpi.
La coupe Volpi est le nom du prix d'interprétation cinématographique remis lors de la Mostra de Venise. Il est ainsi nommé en hommage à Giuseppe Volpi, considéré comme le « père » du festival.
- Coupe Volpi de la meilleure interprétation masculine (Coppa Volpi per la miglior interpretazione maschile)
- Coupe Volpi de la meilleure interprétation féminine (Coppa Volpi per la miglior interpretazione femminile)
- Coupe Volpi du meilleur acteur dans un second rôle (Coppa Volpi per il miglior attore non protagonista)
- Coupe Volpi de la meilleure actrice dans un second rôle (Coppa Volpi per la miglior attrice non protagonista)